# 未必の故意 (戯曲)
『未必の故意』（みひつのこい）は、安部公房の書き下ろし戯曲。11景から成る。ある小島の消防団長が、団員や島民たちと計画的に行なったヤクザ者の殺害を「未必の故意」に見せかけようとする物語。団長を中心に島民たちの模擬裁判が行われる過程で、事件の状況や島の人間関係が浮かび上がるという劇中劇の中、被害者同様、島を我がものにしようとする団長の意図が次第に明らかとなると共に、孤独の恐怖が一種の連帯の幻想や狂気を生み、「他者」を紡ぎ出すという共同体の論理の矛盾を描いている。姫島村リンチ殺人事件を素材とした作品である。
1971年（昭和46年）9月10日、新潮社より単行本刊行され、同年同日に井川比佐志主演により俳優座劇場で初演された。1972年（昭和47年）に第22回芸術選奨文部大臣賞を受賞した。翻訳版はドナルド・キーン訳（英題：Involuntary Homicide）で行われている。

## 作品成立・主題
『未必の故意』は、テレビドラマ『目撃者』（1964年）を戯曲化したものである。『未必の故意』『目撃者』は姫島村リンチ殺人事件を素材としている。
安部公房は『未必の故意』の主題について、「孤独の恐怖というものが一種の連帯の幻想をつむぎ出していって“他者”というものをつむぎ出していく、したがって共同体というものは、内的な孤独の投影としてつむがれていくわけだ」とし、ラストシーンに消防団長という人間の、「むき出しの孤独の姿」を描いたと述べている。安部は、「そこまではブレヒト流の客観的な手法で進行してきたものが、最後のカタストロフィーで、ギリシャ悲劇風の内的な進行に変るようにしたんです」と説明している。
また安部は、俳優が「演じる島民」を演じるという構造について、「今度の芝居はある意味では本格的素人芝居ですよ、要するに、役者がやるのではなくて素人が一つの演劇的な構築を作らざるを得なくなっているわけでしょう。だから、そういう現実の場で一つの演劇が作られてゆくプロセスを俳優がやって見せるということでもあるんだよ。だから、これは〈演劇とは何か〉という主題でもあるんだよ」と述べ、それは「極端に言えば、二重に演劇を演じなければいけないということ」で、俳優がそれを「生理的」に把握しなければならず、「自分自身をつかまえると同時に、完全に自分でない反自己というか、自分から完全に離れたものとを同時に把握しないとあのリアリティが出ない」とし、俳優の演技の二重構造について解説している。そして作中の〈裁判ごっこ〉（模擬裁判）を通じて、俳優が「演ずるとは何かを演ずる」という劇中劇のその手法について、以下のように解説している。
なお、京都労演の際に、登場人物の呼称について身体障害者関係者から抗議文が寄せられた。それに対して、演出の千田是也は1972年（昭和47年）4月、「京都労演」誌上で、『「人間を忘れた未必の故意」におこたえ』と題して答えている。

## あらすじ
島の嫌われ者でヤクザ者の江口イタルが深夜、広場で島民たちに撲殺された。命乞いをする江口を殴り続けることを二人の団員に指揮していた消防団長は、駐在が留守の晩を見計らって計画的に事件を起したのだった。消防団長は、警察関係者がやって来るまでの間、団員や島民と裁判の練習をする。死ぬまで殴ったのは、青年団員のちんばとめっかちだったが、二人はその時に江口の経営するバー・キューピーを襲撃に行っていたことにするアリバイを作ろうとしていた。バーのガラスが壊されて、女給・クミ子は島の集会所の公民館にやって来た。公民館の上の階の監視所では団員のつんぼが見張番として待機していた。クミ子に同情したつんぼは朝になったら島から逃げるよう忠告をし、それまで匿ってやることにする。
消防団長は、バーに客として居た教師にも口裏を合わせてもらうために、模擬裁判に加わってもらった。教師は、本番で少しでも齟齬があると逆に自分が偽証罪になるおそれを危惧し、完璧に打合せしようと、島民の供述のあいまいさを突いた。消防団長も教師の指摘に従い練習は順調だったが、上の監視所にいるクミ子がその話を聞いていたことが、下の連中に知れた。つんぼは消防団長に反抗的態度をとったため補聴器を踏みつぶされた。怒り悲しんだつんぼは錨で威嚇し監視所から下りなくなった。クミ子は、自分はつんぼと一緒に島から出て、何も口外しないと約束するが、消防団長は、あんたは重要参考人だから島から離れることは出来ないと答えた。話が全く聞えなくなったつんぼは、下へ降りてゆこうとするクミ子を、何か取引したと勘違いし、傷つけるような言葉を放った。奥に戻ったクミ子は誰も気づかない間に、窓から飛び下りて崖に身を投げた。
つんぼを泣き止ませた消防団長と教師は、再び模擬裁判をはじめた。教師は消防団長の証言の矛盾点や殺人の計画性を指摘し、用意周到に仕組まれた集団謀殺として警察側に受け取られると言った。動機についても、予期せぬ暴走というには、島民たちの証言は理性的で希薄だと指摘し、「そのとき私は血迷っておった」と供述する方が納得されやすいと言った。島を愛するという気持は結局血迷った状態で、島を愛したからって誰も咎めはしないと教師は言うが、しだいにイライラして殺気を帯びていた消防団長は、ビール瓶で教師の後頭部を強打し、島民にも棒で殴らせた。ちんばは背後から消防団長を殴ろうとするが、めっかちに飛ばされ転倒し義足がもげた。消防団長はその義足で教師を殴り殺し、死体の後始末を島民たちに命じた。そして一人その部屋に残された消防団長は義足をストーブへ投げ、振り向いて警官が入ってくるはずのドアを見詰める。

## 登場人物
消防団長
菊の島の消防団長。島のヤクザ者で乱暴者・江口イタル（38歳）を、身体障害者の団員らを誘導して殺させる。自分のやり方を民主主義的だと主張する。以前は関西方面でバスやトラック運転手をしていたが、自分でも気づかなかったてんかん病で、事故歴を重ね免許取消となったために、島に戻った。島では町会議員選挙に3回当選している。
ちんば
青年消防団員。片足が不自由で義足をしている。義足代金は団長が立て替えている。供述は不器用な標準語の朗読調の棒読みとなる。消防団員は島に三人しかいない青年で成っている。
めっかち
青年消防団員。目が悪く眼帯をしている。ちんばよりは器用に標準語を使える。
つんぼ
青年消防団員。補聴器をつけないと耳がよく聞えない。補聴器代金は団長が立て替えている。事件時は公民館の上の監視所で見張り役。兄は島の外で自動車修理工場をやっている。月賦を払い終えたら、兄のところへ行こうと考えている。
若い女
名前はクミ子。江口が経営していたバー・キューピーの女給。赤ん坊ほどの大きさのキューピー人形の貯金箱を持っている。江口との結婚を期待していた。
島民A
年寄り。合羽の袖つけがほころんでいる。供述は標準語の朗読調の棒読みとなる。
島民B
中年おやじ。がに股の特徴がある。供述は標準語の朗読調の棒読みとなる。
島民C
中年女。風邪の主人の代りに集会に参加。バー・キューピーの厨房の手伝いをしていた。事件当日のバー襲撃直前にクミ子を店から出す役目をする。供述は標準語の朗読調の棒読みとなる。
教師
島の分教場の教師。だらしない服装でまがったネクタイ。バーが襲撃された時に、店に居た客。バーのガラスを割っていた島民A、Bを目撃する。

## 作品評価・解釈
高橋信良は、団員らの互いの本音が、模擬裁判を通じて明らかになるに従い、実際に手を下した若者たちを「全島民の期待」という偽善の下、被害者の江口同様に島を我がものにしようとする消防団長の意図が次第に明確になり、島民の力関係や個人の欲望といったものが浮き彫りなると作品経緯を説明しつつ、その消防団長の偽善が、「共同体意識というものが幻想であることを証明することになる」とし、共同体意識が、個人の行動を正当化すると同時に、「共同体そのものの幻想が、個人の孤独感を強調」し、「消防団長は、共同体の中心にいると認識していながら、それが幻想であることを確認していくことで、孤独である状態に気づくのである」と解説している。
さらに高橋は、この「現実が制御していると信じた、虚構の世界が、逆に現実を追い詰めていく」現象は、「舞台をウソと認識している、観客と舞台との関係にも当てはまることであり、演劇そのものへの問いを孕むことになる」とし、「個人は、常に、〈他者〉を意識し、外在する〈他者〉を内在化させようとする。そして、ありもしない、自己と同一の〈他者〉という幻想が、現実として認識されるとき、虚構が現実を侵蝕し始める」と説明しながら、以下のように『未必の故意』の「劇中劇」という構造について論考している。
ドナルド・キーンは、『未必の故意』の最も劇的瞬間の一つとして、消防団長が反抗するつんぼの補聴器を、「ゆっくり、しかも正確に、踏み砕く」場面だとし、「人間を踏みつぶすのと余り変らない恐ろしい瞬間であるが、消防団長は冷静さを失わない」と解説している。そして『未必の故意』は単なる芝居に止まらず、安部の「思想の延長」であるには違いないが、単に「安部公房思想の賜物として分析することは適切ではない」とし、「実に面白い芝居であり、読みものとしてもみごとな盛りあがりがある。安部公房文学の最高峰の一つである」と評している。

## おもな公演
- 初演『未必の故意』　劇団俳優座'71定期公演No.4
  - 1971年（昭和46年）9月10日 - 18日 六本木・俳優座劇場、9月19日 - 24日 平河町・都市センターホール、

9月28日 - 29日 横浜、10月7日 - 13日 大阪、10月14日 - 16日 神戸、10月18日 - 22日 京都、
  - 10月24日 - 6日 名古屋、10月28日 岡崎を労演巡回。
  - 演出：千田是也。美術・安部真知。照明・染谷幸典。効果：田村悳。衣裳：河盛成夫。舞台監督：下野武彦。制作：俳優座演劇制作センター
  - 出演：井川比佐志（消防団員）、早川純一（ちんば）、立花一男（めっかち）、前川哲男（つんぼ）、矢野宣（島民A）、永田靖（島民B）、岸輝子（島民C）、大西加代子（若い女）、武内亨（教師）

## 関連作品

### テレビドラマ
- 『目撃者』（RKB毎日放送制作）
  - 1964年（昭和39年）11月27日 金曜日 20:00 - 20:55（TBS系列「近鉄金曜劇場」にて放送）
  - 作・脚本：安部公房。演出：久野浩平。音楽：武満徹。
  - 出演：内藤武敏、菅貫太郎、井川比佐志、市原悦子、東野孝彦（東野英心）、下川辰平、ほか
  - 映像は横浜市の放送ライブラリーに所蔵されており、無料で視聴することができる。
  - 安部の脚本テキストは、1970年（昭和45年）6月5日に大光社より刊行の『現代文学の実験室1 安部公房集』に収録。

## おもな刊行本
- 書下ろし新潮劇場『未必の故意』（新潮社、1971年9月10日）
  - 装幀：金羊社。143頁
  - 収録作品：未必の故意
- 文庫版『緑色のストッキング・未必の故意』（新潮文庫、1989年4月25日）
  - カバー装画：ジョージ・シーガル「BOX: THE OPEN DOOR」（1969年）（シーガル氏の承諾を得て、白のドアを緑色に着色）。付録・解説：ドナルド・キーン。
  - 収録作品：未必の故意、愛の眼鏡は色ガラス、緑色のストッキング、ウエー（新どれい狩り）
- 英文版『Three Plays by Kobo Abe』（英訳：ドナルド・キーン）（New York：Columbia University Press、1993年）
  - 収録作品：未必の故意（Involuntary Homicide）、緑色のストッキング（Green Stockings）、幽霊はここにいる（The Ghost is Here）
- 『現代文学の実験室1 安部公房集』（大光社、1970年6月5日）
  - 収録作品：耳、棒になった男、円盤きたる、人間そっくり、詩人の生涯、日本の日蝕、煉獄、人命救助法、吼えろ!、羊腸人類、審判、目撃者、白い朝、おとし穴